# Phrurolithus florentinus
Phrurolithus florentinus är en spindelart som beskrevs av Lodovico di Caporiacco 1923. Phrurolithus florentinus ingår i släktet Phrurolithus och familjen flinkspindlar.
Artens utbredningsområde är Italien. Inga underarter finns listade i Catalogue of Life.